# Suburgatory
Suburgatory är en amerikansk komediserie skapad av Emily Kapnek. Serien hade premiär 28 september 2011 på ABC och sändes i tre säsonger. Efter 57 avsnitt avslutades serien 14 maj 2014.
Suburgatory handlar om ensamstående pappan George Altman (Jeremy Sisto) som flyttar från New York till en förort för att ge tonårsdottern Tessa (Jane Levy) ett bättre liv.

## Roller

### Huvudroller
- Jeremy Sisto – George Altman
- Jane Levy – Tessa Altman
- Carly Chaikin – Dalia Oprah Royce
- Allie Grant – Lisa Marie Shay
- Cheryl Hines – Dallas Royce
- Ana Gasteyer – Sheila Shay
- Chris Parnell – Fred Shay
- Alan Tudyk – Noah Werner
- Rex Lee – Mr. Wolfe
- Parker Young – Ryan Shay

### Återkommande roller
- Maestro Harrell – Malik
- Gillian Vigman – Jill Werner
- Bunnie Rivera – Carmen
- Abbie Cobb – Kimantha
- Kara Pacitto och Katelyn Pacitto – Kenzie och Kaitlin
- Malin Åkerman – Alex
- Miriam Flynn – Helen
- Arden Myrin – Jocelyn
- Jay Mohr – Steven Royce
- Alicia Silverstone – Eden
- Thomas McDonell – Scott Strauss
- Evan Arnold – Chef Alan
- Sam Lerner – Evan
- Todd Sherry – Tom
- Alex Boling – Alex
- Natasha Leggero – Nora
- Bryson Barretto – Victor Ha
- Lindsey Shaw – June
- Ely Henry – Reggie